# 9ª Divisione fanteria "Pasubio"
La 9ª Divisione fanteria "Pasubio" fu una grande unità di fanteria del Regio Esercito durante la seconda guerra mondiale. Era in particolare una divisione autotrasportabile tipo metropolitano, ovvero delle normali divisioni di fanteria interamente motorizzate per quanto riguarda i servizi e l'artiglieria e solo parzialmente per la componente di fanteria, che doveva quindi ricorrere per il movimento motorizzato ai veicoli forniti di volta in volta dagli Autogruppi di Corpo d'armata. Al 10 giugno 1940, l'organico previsto per una divisione di questo tipo era di 10.404 uomini, equipaggiati con 60 cannoni (8 contraerei Breda 20/65 Mod. 1935, 8 anticarro 47/32 Mod. 1935,8 da accompagnamento 65/17 Mod. 1908/1913, 24 campali da 75/27, 12 obici da 100/17), 153 mortai (45 mortai da 81 mm e 108 da 45 mm), 286 mitragliatrici (220 leggere e 66 pesanti). Per i trasporti erano disponibili 461 veicoli a motore, 36 trattori d'artiglieria, 159 motocicli e 127 biciclette.

## Storia
Le origini della divisione si fanno risalire alla Brigata "Roma", costituitasi il 1º novembre 1884 sul 79º e il 80º Reggimento fanteria. Il 20 dicembre 1926, in seguito all'introduzione delle brigate ternarie, la "Roma" assume il nome di IX Brigata di Fanteria, perdendo l'80º fanteria in favore del 49º Reggimento fanteria (dalla disciolta Brigata "Parma") e del 57º Reggimento fanteria (dalla disciolta Brigata "Abruzzi"). La brigata ed l'8º Reggimento artiglieria vengono posti alle dipendenze della Divisione Militare Territoriale di Verona, che nel 1934 viene convertita nell'unità operativa Divisione di Fanteria del Pasubio (9ª) al comando del generale Francesco Guidi, nominativo esteso anche alla brigata.
Nel 1939 viene abolito il livello di brigata indivisionata e la divisione binaria viene ridenominata Divisione di fanteria "Pasubio" (9ª), con in organico il 79º e 80º Reggimento fanteria "Roma" e l'8º Reggimento artiglieria "Pasubio". Durante la seconda guerra mondiale la grande unità rimane inattiva nel veronese fino all'aprile 1941, quando viene schierata lungo la frontiera con la Jugoslavia a San Pietro del Carso e Sembien; entra in Dalmazia il 16 del mese, occupando Sussak e Otočac e presidiando poi la zona di Sebenico-Spalato fino al 28 maggio.

### La campagna di Russia
Rientrata in patria, il 10 luglio 1941 parte per la Russia aggregata al Corpo di spedizione italiano in Russia. Le due divisioni, "Pasubio" e "Torino" destinate al fronte orientale, principalmente con compiti esplorativi, furono trasformate in Divisioni autotrasportabili anche se i pochi automezzi posti a disposizione delle due divisioni erano sufficienti solo per una. Inoltre a differenza delle altre divisioni di fanteria non includevano nel proprio organico una legione della MVSN che fu invece direttamente attribuita al Comando del Corpo d'Armata. Alle due divisioni del CSIR fu aggiunta 3ª Divisione celere "Principe Amedeo Duca d'Aosta".
La "Pasubio" raggiunse la zona di Jampil', sul Dnestr, il 6 agosto.
Il 10 agosto, marciando lungo la riva destra del Bug Orientale in direzione sud-est per tagliare ai russi la ritirata verso la strategica città di Mykolaïv, è protagonista del primo scontro italiano con i russi: l'11 agosto, entrata in contatto con il nemico, la "Pasubio" inizia la Battaglia dei due fiumi, ovvero la grande manovra effettuata dall'esercito tedesco per intrappolare le forze sovietiche tra i fiumi Dniestr a ovest e Bug a est. Il primo giorno le avanguardie costituite dall'80º Reggimento fanteria "Roma" del colonnello Epifanio Chiaramonti si scontrarono nel villaggio di Pokrovskoje con le retroguardie sovietiche mentre il giorno seguente a Yasna Poliana vi furono gli scontri più importanti con il 469º reggimento di fanteria sovietico. La divisione "Pasubio" ebbe la meglio su un reggimento sovietico, che si ritirò lasciando sul campo centinaia di caduti e prigionieri. Il generale tedesco Schobert scrisse nei giorni seguenti al comandante del CSIR Giovanni Messe che la "Pasubio" aveva "contribuito moltissimo alla vittoriosa azione dell'11 armata". Con l'avanzamento del fronte la "Pasubio" si spostò Dnieper dove sostituì la "Wiking".
Il 16 settembre la "Pasubio" fu momentaneamente incorporata nella 17 armata al comando del generale Eberhard von Mackensen e il 18 prese posizione sull'Orelj. Il 23 settembre la "Pasubio" costituì una testa di ponte a Zaritcianka al fine di consentire il passaggio sulla riva opposta delle unità corazzate tedesche. Per tre giorni il caposaldo resistette alle violente controffensive sovietiche mentre poco più a nord l'80º Reggimento fanteria "Roma" costituì a sorpresa una nuova testa di ponte a Voinovka. Il 18 settembre prende parte alla battaglia di Petrikowka, difendendo la testa di ponte oltre il Dnepr fino al 26 ed avanzando poi su Petrikowka, Dnipropetrovs'k, Pawlograd e Ulianowka.
Nell'ottobre 1941 prende parte alla conquista del bacino del Donetz, in particolare conquistando, dopo un accanito combattimento casa per casa, la città mineraria di Gorlovka. Tra il dicembre 1941 e l'inizio del 1942 la "Pasubio" è coinvolta nelle battaglie difensive. A fine gennaio è inviata in soccorso delle truppe tedesche della 17ª Armata tedesca in difficoltà nell'area di Izium (100 chilometri a nord di Gorlovka), dove i sovietici avevano sfondato il fronte penetrando nelle retrovie per un centinaio di chilometri. Insieme agli altri reparti italiani viene poi destinata ad attività di rastrellamento e controllo delle retrovie, fino ad agosto, quando il suo fianco destro subisce l'offensiva russa nell'ambito della prima battaglia difensiva del Don.
La divisione resiste, ma quando l'11 dicembre 1942 scatta Operazione Piccolo Saturno, pur senza subire lo sfondamento del fronte la "Pasubio", insieme alla 52ª Divisione fanteria "Torino" ed alla 2ª Divisione fanteria "Sforzesca", inizia il ripiegamento, inizialmente mantenendo la linea del fronte e contenendo il nemico, poi suddividendosi in varie colonne. Parte della divisione (600 uomini circa), con il "Blocco Sud", dal 25 al 28 dicembre è impegnata nella conquista della città di Krassnojarovka; altri reparti della grande unità invece sono aggregati al "Blocco Nord" ed il 23 resistono nella città di Čertkovo a ripetuti assalti sovietici. Con il nuovo anno, i russi sferrano la decisiva offensiva Ostrogorzk-Rossoš, tentando l'accerchiamento delle residue forze italiane, tedesche ed ungheresi. La "Pasubio", ridotta a 2000 uomini dei 10000 partiti per la Russia, riesce a sfuggire alla morsa ed il 17 gennaio 1943 raggiunge le retrovie a Belovodsk. Da Forschfadt quel che rimane della "Pasubio" viene avviato via ferrovia verso l'Italia, dove giunge in aprile. Inviata in Campania, viene posta sotto il comando del XIX Corpo d'Armata ed impiegata nella difesa costiera delle zone di Avena, Grazzanise, Sparanise e Santa Maria Capua Vetere. Qui viene colta dall'Armistizio di Cassibile e si scioglie l'11 settembre 1943.

### 79º "Roma" e 63ª "Tagliamento"

#### Il fronte orientale
Giunto appositamente dall'Italia il console Galardo il 12 dicembre 1942 assunse il comando della 63ª Legione CC.NN. d'Assalto "Tagliamento" sostituendo il seniore Antonio Rosmino proprio mentre stava per infuriare la seconda battaglia difensiva del Don. Le camicie nere si trovavano dislocate a Getreide per un ciclo di riposo dopo i combattimenti dell'estate quando il 16 dicembre dopo una serie di attacchi sovietici Galardo dovette inviare il 63º Battaglione CC.NN. M della "Tagliamento" a presidio di un caposaldo a quota 201 ma quando arrivò lo trovò già occupato dai sovietici. Ne nacque un duro scontro durante il quale il 63º si dissanguò e Galardo dovette far intervenire anche il 79º Battaglione CC.NN. M che si portò in linea. La sera stessa il colonnello Mazzocchi affidò a Galardo il comando del settore ponendo sotto il suo comando anche reparti del 79º Reggimento fanteria "Roma" della 9ª Divisione fanteria "Pasubio".
Il 17 mattina gli attacchi sovietici in direzione di Getreide ripresero ed investirono nuovamente le posizioni italiane tenute dalla Legione Tagliamento e dal 79º Roma. Gli italiani riuscirono in un primo momento a resistere e poi a passare al contrattacco occupando nuove posizioni tra cui quota 201. Per tutto il 17 e il 18 dicembre la Tagliamento respinse tutte le offensive a costo di gravi perdite. Il console Galardo nonostante fosse stato ferito continuò ad incitare i propri uomini senza abbandonare la linea.

#### La ritirata di Russia
Il 19 dicembre, quando fu chiaro che l'intera 9ª Divisione fanteria "Pasubio" rischiava l'accerchiamento, la Tagliamento e i fanti del Reggimento "Roma" iniziarono il ripiegamento alla cui testa si posero i due battaglioni CCNN. Galardo, affiancato dal console Italo Vianini della "Montebello" riuscirono a mantenere compatti i ranghi portandoli a Popovka dove dovettero infrangere l'accerchiamento sovietico. La ritirata proseguì ancora fino a Arbuzovka dove ci si scontrò duramente con i russi, ma i tedeschi anch'essi in ritirata appoggiati dai resti dei due raggruppamenti CCNN, della "Pasubio" e della "Torino" riuscirono a sfondare e a proseguire la ritirata.
Altri scontri avvennero a Septuchovka dove Galardo sempre guidando i propri uomini fu ferito un'altra volta alla coscia sinistra. La colonna in ritirata raggiunse Certkovo il 26 dicembre dove pur rimanendo vi erano confluite tutte le unità in ritirata e si vissero alcuni giorni di relativa tranquillità. Il 15 gennaio i tedeschi rimisero in moto la colonna mentre Galardo, ferito e con un principio di congelamento, era stato avvicendato al comando delle residue camicie nere da Vianini. Il 6 gennaio Galardo fu nuovamente ferito alla testa da una scheggia di mortaio.

## Ordine di battaglia: 1941

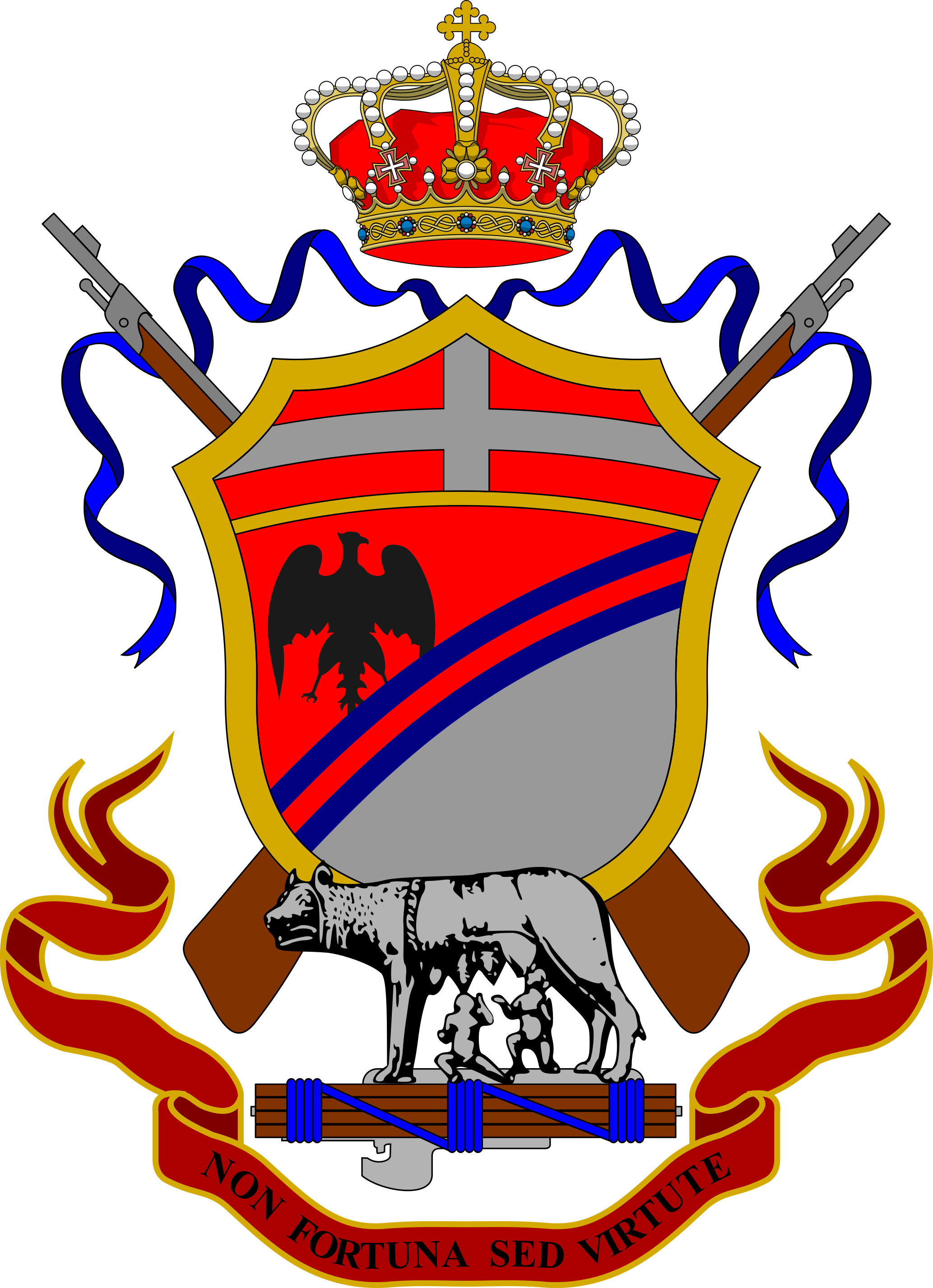
Lo stemma araldico del 79º Reggimento fanteria "Roma", 1939

- Comando della fanteria divisionale (Gen. B. Aldo Princivalle dal 17 luglio 1941 - Gen. B. Roberto Olmi dal dicembre 1941)
- 79º Reggimento fanteria "Roma"
  - I Battaglione
    - tre compagnie fanteria
    - una compagnia armi di supporto (mitragliatrici e 18 mortai da 45 mm)

  - II Battaglione
    - tre compagnie fanteria
    - una compagnia armi di supporto (mitragliatrici e 18 mortai da 45 mm)

  - III Battaglione
    - tre compagnie fanteria
    - una compagnia armi di supporto (mitragliatrici e 18 mortai da 45 mm)

  - una compagnia mortai da 81 mm
  - una compagnia artiglieria d'accompagnamento da 65/17 Mod. 1908/1913 (4 pezzi)
- 80º Reggimento fanteria "Roma"
  - I Battaglione
    - tre compagnie fanteria
    - una compagnia armi di supporto (mitragliatrici e 18 mortai da 45 mm)

  - II Battaglione
    - tre compagnie fanteria
    - una compagnia armi di supporto (mitragliatrici e 18 mortai da 45 mm)

  - III Battaglione
    - tre compagnie fanteria
    - una compagnia armi di supporto (mitragliatrici e 18 mortai da 45 mm)

  - una compagnia mortai da 81 mm
  - una compagnia artiglieria d'accompagnamento da 65/17 (4 pezzi)
- 1ª Legione CC.NN. "Sabauda"
- 8º Reggimento artiglieria "Pasubio"
  - I Gruppo artiglieria
    - 1ª Batteria da 100/17 (4 pezzi)
    - 2ª Batteria da 100/17 (4 pezzi)
    - 3ª Batteria da 100/17 (4 pezzi)

  - II Gruppo artiglieria
    - 1ª Batteria da 75/27 Mod. 1911 (4 pezzi)
    - 2ª Batteria da 75/27 Mod. 1911 (4 pezzi)
    - 3ª Batteria da 75/27 Mod. 1911 (4 pezzi)

  - III Gruppo artiglieria
    - 1ª Batteria da 75/27 Mod. 1911 (4 pezzi)
    - 2ª Batteria da 75/27 Mod. 1911 (4 pezzi)
    - 3ª Batteria da 75/27 Mod. 1911 (4 pezzi)
- 85ª Batteria cannoni contraerei da 20/65 (8 pezzi)
- 309ª Batteria cannoni contraerei da 20/65 (8 pezzi)
- V Battaglione mortai da 81 mm
  - 1ª Compagnia mortai da 81
  - 2ª Compagnia mortai da 81
  - 3ª Compagnia mortai da 81
- IX Battaglione mortai da 81 mm
  - 1ª Compagnia mortai da 81
  - 2ª Compagnia mortai da 81
  - 3ª Compagnia mortai da 81
- 9ª Compagnia cannoni controcarro da 47/32 Mod. 1935 (8 pezzi)
- 141ª Compagnia cannoni controcarro da 47/32 (8 pezzi)
- 30ª Compagnia genio
- 9ª Compagnia mista telegrafisti/marconisti
- 95ª Sezione fotoelettricisti
- 5ª Sezione sanità
  - 825º Ospedale da campo
  - 826º Ospedale da campo
  - 836º Ospedale da campo
  - 874º Ospedale da campo
  - 25ª Sezione chirurgica
- 11ª Sezione sussistenza
- 26ª Sezione panettieri
- 9ª Unità recupero stradale
- 8ª Unità movimento stradale
- 91ª Sezione rifornimenti
- 9º Plotone automobili
- 25ª Sezione motorizzata CC.RR.
- 26ª Sezione motorizzata CC.RR.
- 83º Ufficio postale militare

## Ordine di battaglia: 1943
- - Comando della fanteria divisionale (Gen. B. Davide Borghini dall'8 ottobre 1942 - Gen. B. Cesare Gandini dal 28 novembre 1942 poi ancora il Gen. Davide Borghini dall'8 giugno 1943 a Napoli)
- 79º Reggimento fanteria "Roma"
- 80º Reggimento fanteria "Roma"
- 8º Reggimento artiglieria "Pasubio"
  - I Gruppo artiglieria
  - II Gruppo artiglieria
  - III Gruppo artiglieria
- 13ª Batteria cannoni contraerei da 20/65 (8 pezzi)
- 18ª Batteria cannoni contraerei da 20/65 (8 pezzi)
- 85ª Batteria cannoni contraerei da 20/65 (8 pezzi)
- IX Battaglione mortai da 81 mm
  - 5ª Compagnia mortai da 81 mm
  - 9ª Compagnia mortai da 81 mm
- IX Battaglione cannoni controcarro da 47/32
  - 9ª Compagnia cannoni controcarro da 47/32
  - 30ª Compagnia cannoni controcarro da 47/32
- 73ª Compagnia cannoni controcarro pesante da 75/39
- 30ª Compagnia genio
- 9ª Compagnia mista telegrafisti/marconisti
- 5ª Sezione sanità
  - 238º Ospedale da campo
- 11ª Autosezione pesante
- 10ª Compagnia someggiata
- 65ª Sezione panettieri
- 52ª Sezione rifornimenti
- 25ª Sezione motorizzata CC.RR.
- 26ª Sezione motorizzata CC.RR.
- 83º Ufficio posta militare

## Comandanti 1940-1943
- Gen. D. Vittorio Giovanelli (10 giugno 1940 - 16 settembre 1942)
- Gen. B. Roberto Olmi (17 settembre - 3 dicembre 1942)
- Gen. D. Guido Boselli (4 dicembre 1942 - 6 febbraio 1943)
- Gen. B. Cesare Gandini (interinale)
- Ten. Col. GianFilippo Cangini (interinale)
- Gen. B. Carlo Biglino (15 maggio- 9 settembre 1943)